# Alvise Corner
Pour les articles homonymes, voir Cornaro.
Ne doit pas être confondu avec Luigi Cornaro (cardinal).
Alvise Corner (1467 ou 1464, Venise – 8 mai 1566, Padoue), plus connu sous le nom de Luigi Cornaro en langue italienne, est l'auteur de quatre recueils dans lesquels il loue les bienfaits d'une vie sobre.
Réédité en plusieurs langues jusqu'au début du XXIe siècle, il est considéré comme l'un des premiers auteurs modernes à réaffirmer le rôle de l'individu dans la recherche de sa propre santé.

## Biographie
Sa date et son lieu de naissance sont discutés (1464 ou 1467) à Venise ou Padoue. Son prénom Alvise correspond au prénom italien Luigi dans le dialecte vénitien de son temps. Il serait issu d'une famille noble déchue exilée à Padoue (cité alors indépendante), parce que son grand-père (le fils d'un Doge) avait été banni de Venise pour meurtre.
Son oncle, par un heureux mariage, obtient la réhabilitation de la famille qui reprend ses biens et la citoyenneté de Venise, peu près la naissance d'Alvise Corner.
Sa vie de jeunesse à Venise est dissipée et frivole. Mais arrivé à la trentaine, il est affligé de diverses maladies : douleurs de l'estomac, crises de goutte, fièvres, soif perpétuelle... Ses médecins lui donnent des remèdes sans résultats, lui conseillant de changer de vie, ce dont il ne tient pas d'abord compte.
Finalement, comme il se connaissait mieux que quiconque, il décide d'être son propre médecin et de se soigner en pratiquant un genre de vie exactement opposé à ses anciennes habitudes : non seulement régime alimentaire et boisson, mais aussi sommeil et sexe, effort et repos, froid et chaleur, vents et soleil, passions de l'âme.
Il rédige plusieurs essais autobiographiques en italien, dont le plus connu est celui qu'il rédige à l'âge de 83 ans, Tratatto della Vita Sobria (Traité de la vie sobre).
À l'exception d'un accident de carrosse, où il se brise bras et jambe à l'âge de 70 ans, et dont il se remet sans séquelles, il passe le reste de sa vie sans maladie et meurt de vieillesse à l'âge de 98 ou 102 ans,.

## Mécénat

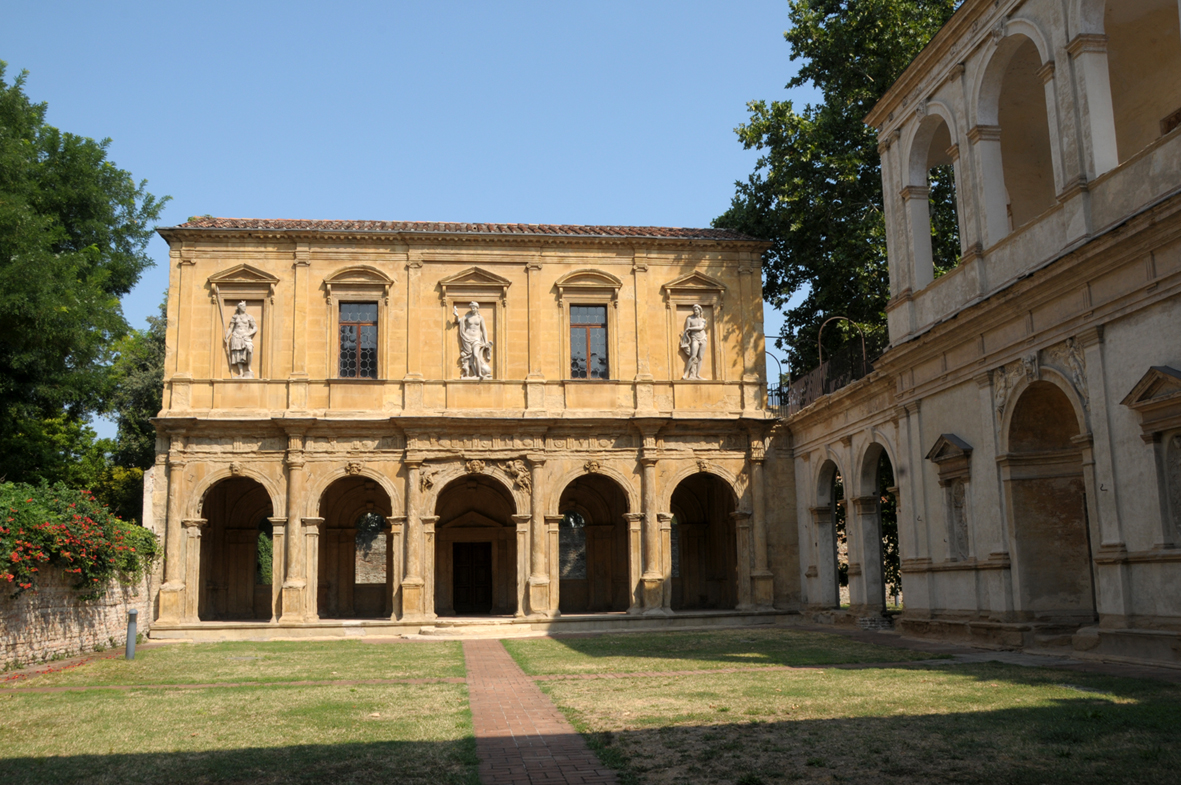
La Loggia e Odeo Cornaro de Padoue, en 2012.

Il s'intéresse à l'agriculture, à l'architecture et aux arts. Il a pour protégé l'architecte Giovanni Maria Falconetto. Il fait construire, entre autres, la Loggia e Odeo Cornaro (it) de Padoue décorée par Raphael.
Dans les années 1530 et 1540, il fait partie d'un groupe de padouans qui se réunit régulièrement dans le palais du cardinal Pietro Bembo. Il est ainsi en relation avec, par exemple, le poète-médecin Girolamo Fracastoro, auteur de Syphilidis qui a donné son nom à la maladie syphilis, ou Angelo Ruzzante inventeur de la comédie masquée en prose (commedia dell'arte).

## Œuvres
Outre ses textes connus sur la vie sobre, Alvise Corner a publié un Trattato di acque (1560) sur l'aménagement de la lagune de Venise pour lutter contre les airs mauvais.

### Discorsi della vita sobria
Il s'agit de différents textes réunis sous le titre Overo Discorsi della vita sobria ou Discours de la vie sobre. Elles sont composées de quatre discours rédigés respectivement à l'âge de 83, 86, 91 et 95 ans.
Terminé en 1550, mais publié en 1558, le premier discours ou Tratatto della Vita Sobria (Traité de la vie sobre) est le plus important, car il contient toutes les idées de Corner sur la longévité en santé, les autres discours étant des résumés ou des points particuliers.
Corner est convaincu que l'Homme est sain par nature, et destiné à vivre longtemps, à condition de mener une vie sobre. Cette modération procure trois avantages : l'évitement des excès, la préservation de la santé, une vie heureuse jusqu'à un âge avancé qu'il fixe à 100 ou 120 ans. Le défaut principal de l'Homme, et la première cause de maladie, est la gloutonnerie qui est plus meurtrière que la peste ou la guerre,.
Aussi Alvise Corner s'astreint à un régime sévère. Il fixe sa quantité de nourriture à 12 onces par jour, soit 350 gr environ (pain, viande, potage de légumes, œufs...) et sa ration de vin quotidienne à 14 onces, environ 400 ml. Ce régime s'accompagne de modération en toutes choses : il convient de mener une vie tranquille, régulière et agréable en évitant toutes les influences excessives : grande chaleur et grand froid, comme les passions tristes et sentiments de haine,.
Il conclut : « un homme n'a pas de meilleur médecin que lui-même et il n'est pas de meilleure médecine qu'une vie tempérée ».

### Diffusion et réception
En homme de la Renaissance, Alvise Corner met l'accent sur la joie de vivre en santé comme raison d'être. Son ouvrage, publié en italien en 1558, rencontre une large audience en étant bientôt traduit en plusieurs langues : latin, anglais, français, allemand et néerlandais. Son succès persiste jusqu'au XIXe siècle, et au-delà. 

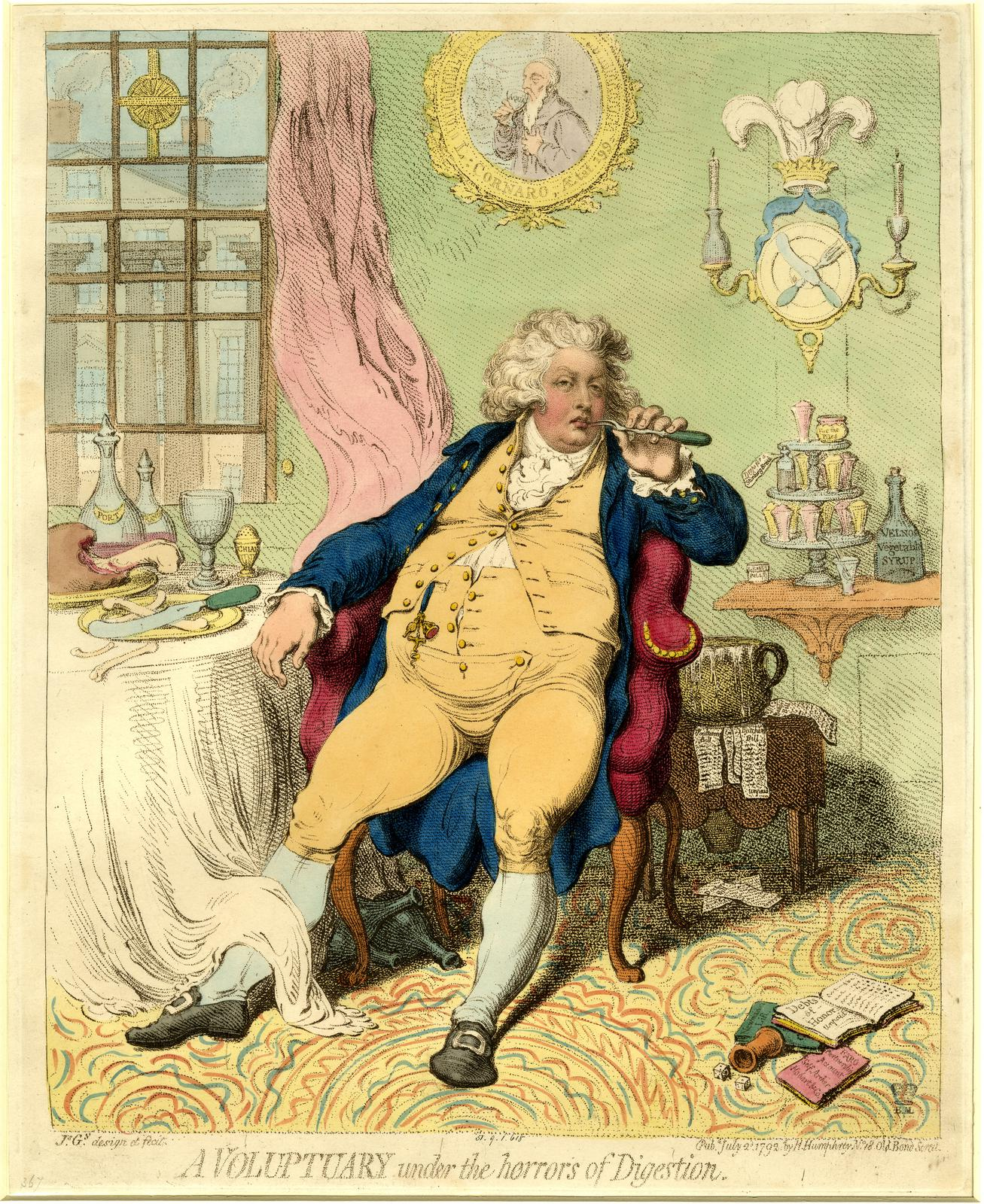
Un goinfre dans les horreurs de la digestion, ou le prince de Galles en 1792 (futur roi George IV). Le portait accroché au mur (le barbu buvant un verre d'eau) est celui de Luigi Cornaro. Caricature de James Gillray.

La première traduction latine parait à Anvers en 1622, effectuée par le jésuite belge Leonardus Lessius. Elle est traduite en français sous le titre Le Régime de vivre pour la conservation de la santé du corps & de l'âme, Paris 1646. Une nouvelle traduction à partir de l'italien est De la sobriété & de ses avantages ou le vray moyen de se conserver dans une santé parfaite jusqu'à l'âge le plus avancé, Paris, 1701. Il est plusieurs fois réédité en français au cours du XVIIIe siècle,,.
En 1702, un ouvrage anonyme est publié à Paris sous le titre Anticornaro, où le régime de Cornaro est jugé trop rigide et trop austère, la vie ne méritant pas d'être prolongée à ce prix.
Au XVIIe siècle, son succès est populaire posant la question de la longévité humaine, l'ouvrage sert de guide pour les personnes cultivées ; au XVIIIe siècle, il intéresse aussi les médecins comme espoir d'amélioration de la santé générale par des comportements individuels.
Son audience dans le monde anglo-saxon est la plus forte : près d'une cinquantaine d'éditions aux XVIIIe et XIXe siècles. Les principales éditions américaines sont celles de Philadelphie (1794), New-York (1842), Milwaukee (1903). Il inspire des réformateurs sociaux issus des Lumières, les protestants américains comme Benjamin Franklin, aussi bien que les romantiques allemands comme Christoph Hufeland,.
Selon W.B. Walker, la méthode de Corner reste incomplète sur bien des points : par exemple il ne parle guère des bains, comme de l'hygiène corporelle, ni de l'importance des vêtements propres ou de l'exercice physique régulier. Cornaro reste un catholique et non pas un réformateur. Il ne prétend pas imposer un régime unique à tous, il témoigne de son cas personnel pour engager son lecteur à trouver lui-même le régime de vie adapté qui lui convient.
Alvise Corner ou Luigi Cornaro apparait alors comme l'un des premiers auteurs modernes à réaffirmer le rôle de l'individu dans la recherche de sa propre santé.